# معنى (دراسة الرموز)
في مجال دراسة الرموز، فإن معنى علامة ما هو مكانها في علاقة العلامات، بعبارة أخرى، مجموعة الأدوار التي تشغلها داخل علاقة علامات معينة. ويحمل هذا البيان ما إذا كانت العلامة تؤخذ لتعني نوع علامة أو رمز علامة. في ضوء تعريفها في هذه المصطلحات العامة، لا يُعتبر معنى العلامة قابلاً للتحليل العام بدقة كاملة في ضوء المصطلحات المحلية بشكل تام، غير أن جوانب المعنى يمكن إعطاؤها تحليلات تقريبية وحالات خاصة لعلاقات العلامات تعترف في كثير من الأحيان بالتحليلات الأكثر محلية.
والجانبان من جوانب المعنى التي يمكن إعطاؤها تحليلات تقريبية هما العلاقة الضمنية والعلاقة الدلالية. العلاقة الضمنية هي العلاقة بين العلامات ورموزها التفسيرية. والعلاقة الدلالية هي العلاقة بين العلامات والأشياء. ويوجد ارتباط تعسفي بين المدلول والدال. على سبيل المثال، قد يقوم مندوب مبيعات أمريكي يمارس الأعمال التجارية في اليابان بترجمة الصمت عقب تقديم عرض ما بأنه رفض، في حين أنه بالنسبة للمفاوضين اليابانيين الصمت يعني أن العرض قيد الدراسة. وهذا الاختلاف في التفسيرات يمثل فرقًا في: دراسة الرموز